# 栃木県立矢板東高等学校・附属中学校
栃木県立矢板東高等学校・附属中学校（とちぎけんりつやいたひがしこうとうがっこう・ふぞくちゅうがっこう）は栃木県矢板市東町にある高等学校・中学校。中高一貫校。

## 特色
- 栃木県県北地区の男女共学の公立中高一貫校（高校160名・中学70名）。
- 2012年（平成24年）、高校に併設する形で附属中学校が開校。栃木県では県央地区の宇都宮東高校、県南地区の佐野高校に続き3校目となる。
- かつてはサッカーが盛んで全国大会にも7度出場している。サッカー部OBには日本サッカー協会技術委員長の原博実がいる。

### 中高一貫教育
- 入学者の選考方法は、「適性検査」「作文」「面接」の結果、及び「学習や生活の記録」を資料として入学候補者を選定する。
- 高校の教員が中学生を指導するなど、中高の教員が連携して6年間を見通した授業を展開している。
- 英・数・国の基礎教科については授業時数を標準より増やし、 英・数については特別教室等を利用して、1クラスを2つに分けた少人数授業を実施する。
  - １年次　英語175時間（標準140時間）
  - ２年次　数学140時間（標準105時間）
  - ３年次　国語140時間（標準105時間）
- 英語教育に重点を置き、イングリッシュキャンプなどにより英語コミュニケーション能力を育成する。
- 中高合同の学校行事をとおしてリーダーシップを育成する。

### 設置学科
- 全日制課程 普通科
- 定時制課程 普通科

### 教育指標
- 至誠礼譲
- 和敬信愛
- 進取究明
- 自主創造

### 所在地
- 栃木県矢板市東町4-8

### 学区
2014年の県立高等学校普通科における学区撤廃以前の学区は以下の通り。
なお、以前から中高一貫教育校では中学生の高校生への進級となる年度に学区が撤廃されていたが、本高校ではタイミングがちょうど一致した。
塩谷・南那須学区
- 矢板市
- さくら市
- 那須烏山市
- 塩谷郡塩谷町
- 塩谷郡高根沢町
- 那須郡那珂川町

県内他学区からは定員の25%まで入学が認められていた。

## 沿革
- 1948年（昭和23年） - 栃木県立矢板農学校の普通科として誕生。定時制併置。
- 1951年（昭和26年） - 栃木県立矢板高等学校と改称
- 1972年（昭和47年） - 普通科は栃木県立矢板東高等学校となり、分離・独立。従来の校舎を引き継ぐ。
- 1992年（平成4年） - 創立45周年記念式典
- 1993年（平成5年） - 商業科募集停止、全日制課程普通科2学級増
- 1997年（平成9年） - 創立50周年記念事業（絵画購入、造園、運動部室移築、短期海外研修派遣等）
- 2000年（平成12年） - PTA・同窓会がカンボジアに小学校建設
- 2005年（平成17年） - 全日制課程普通科1学級減、5学級となる。
- 2008年（平成20年） - 創立60周年記念式典
- 2012年（平成24年） - 中高一貫校として附属中学校開校。全日制課程普通科1学級減、4学級となる。

## 部活動
サッカー部
全国高校サッカー選手権大会出場

全国高校総体出場

関東大会出場
吹奏楽部
- 東関東大会出場

合唱部
- 関東大会出場

山岳部
- 高校総体・関東大会出場

ダンス部
- 全国大会出場

演劇部
- 第52回関東高等学校演劇研究大会出場

パソコン部
- パソコン甲子園2022県1位
- 第17回エコノミクス甲子園全国大会出場

## 進学状況
国公立大学合格者数～サンデー毎日増刊 高校の実力 大学入試全記録より抜粋～
- 平21年　85名　（京都2・東北3・北大1・一橋1・東工1・筑波4・横国1・お茶の水1・東京農工1・千葉6・埼玉11・宇都宮10・茨城3等）
- 平22年　91名　（東北2・筑波1・横国1・東京外語1・お茶の水1・東京学芸2・首都大1・千葉2・埼玉6・宇都宮10等）
- 平23年　65名　（筑波5・横国1・東京学芸1・防衛大1・千葉1・埼玉2・宇都宮19・茨城5等）
- 平24年　64名　（東北1・名古屋1・大阪1・筑波2・東京学芸1・東京農工1・首都大1・千葉3・埼玉5・宇都宮10・茨城2等）
- 平25年　91名　（東北3・北大1・筑波1・東京学芸1・千葉4・埼玉4・宇都宮14・茨城2等）
- 平26年 110名　（東北4・筑波5・東京外語1・国際教養2・千葉1・埼玉3・宇都宮10・茨城8等）

中高一貫化に伴い4クラス160名
- 平27年　79名　（東北6・筑波2・首都大1・千葉2・埼玉5・茨城4・宇都宮5等）
- 平28年　81名

## 著名な出身者
- 井上安正（作家）　報知新聞社顧問
- 原博実（元サッカー選手・監督）
- 柿沼康二（書家）　プリンストン大学特別研究員
- ギュウゾウ（タレント）　電撃ネットワーク
- 平岡靖成（元サッカー選手）

## アクセス
学校公式サイト参照